# 유엔 안전 보장 이사회 결의 제2407호
2018년 3월21일 채택된 유엔 안전 보장 이사회 결의 제2407호는 유엔 안보리 대북제재위원회 산하 전문가패널에의 위임사항(mandate)및 기간을 확대하는 '전문가패널의 위임사항을 2019년 4월 24일까지 확대한다'고 확인하고 있다. 2016년부터 2017년까지 안보리가 채택한 7개의 대북 결의들을 검토하여 적절한 이행 조치를 권고하고 있다.

## 같이 보기
- 유엔 안전 보장 이사회 결의